# Barbudet de bigotis
El barbudet de bigotis (Pogoniulus leucomystax) és una espècie d'ocell de la família dels líbids (Lybiidae).

Habita boscos de les muntanyes de l'est d'Uganda, oest, centre, sud de Kenya, est i sud de Tanzània, Malawi i l'extrem est de Zàmbia.